# Buzitka
Buzitka (em húngaro: Bozitapuszta, Bozita) é um município da Eslováquia, situado no distrito de Lučenec, na região de Banská Bystrica. Tem 13,81 km² de área e sua população em 2018 foi estimada em 502 habitantes.

## Demografia
| Ano:        | 1994 | 2004   | 2014   | 2024   |
| ----------- | ---- | ------ | ------ | ------ |
| Broj ljudi: | 542  | 508    | 503    | 453    |
| Razlika:    |      | -6,27% | -0,98% | -9,94% |

| Ano:               | 2023 | 2024   |
| ------------------ | ---- | ------ |
| Número de pessoas: | 454  | 453    |
| Diferença:         |      | -0,22% |